# Nectar (botanique)
Pour les articles homonymes, voir Nectar.

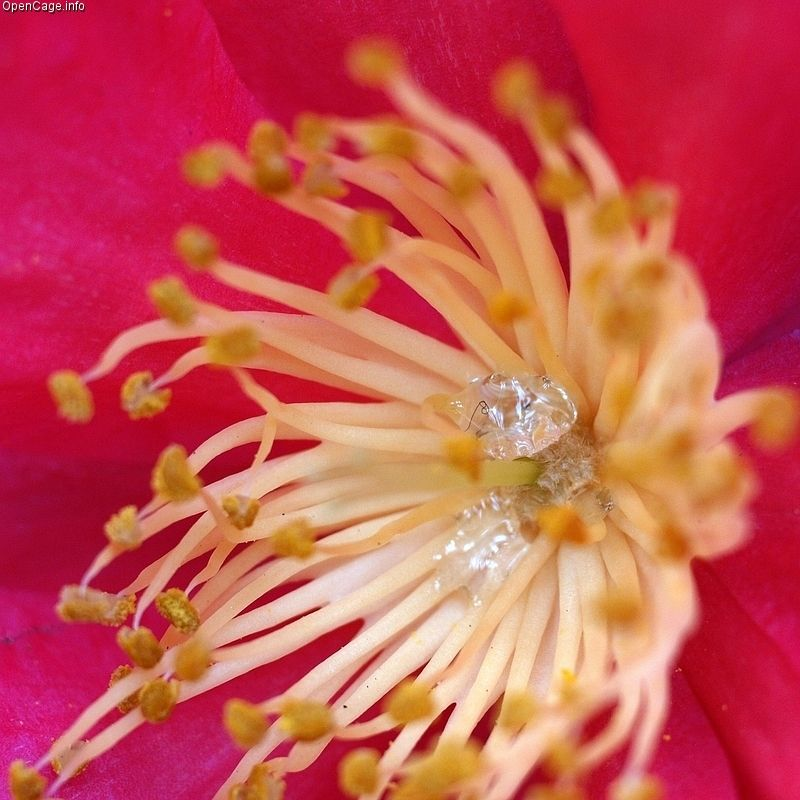
Production de nectar par une fleur de camellia.

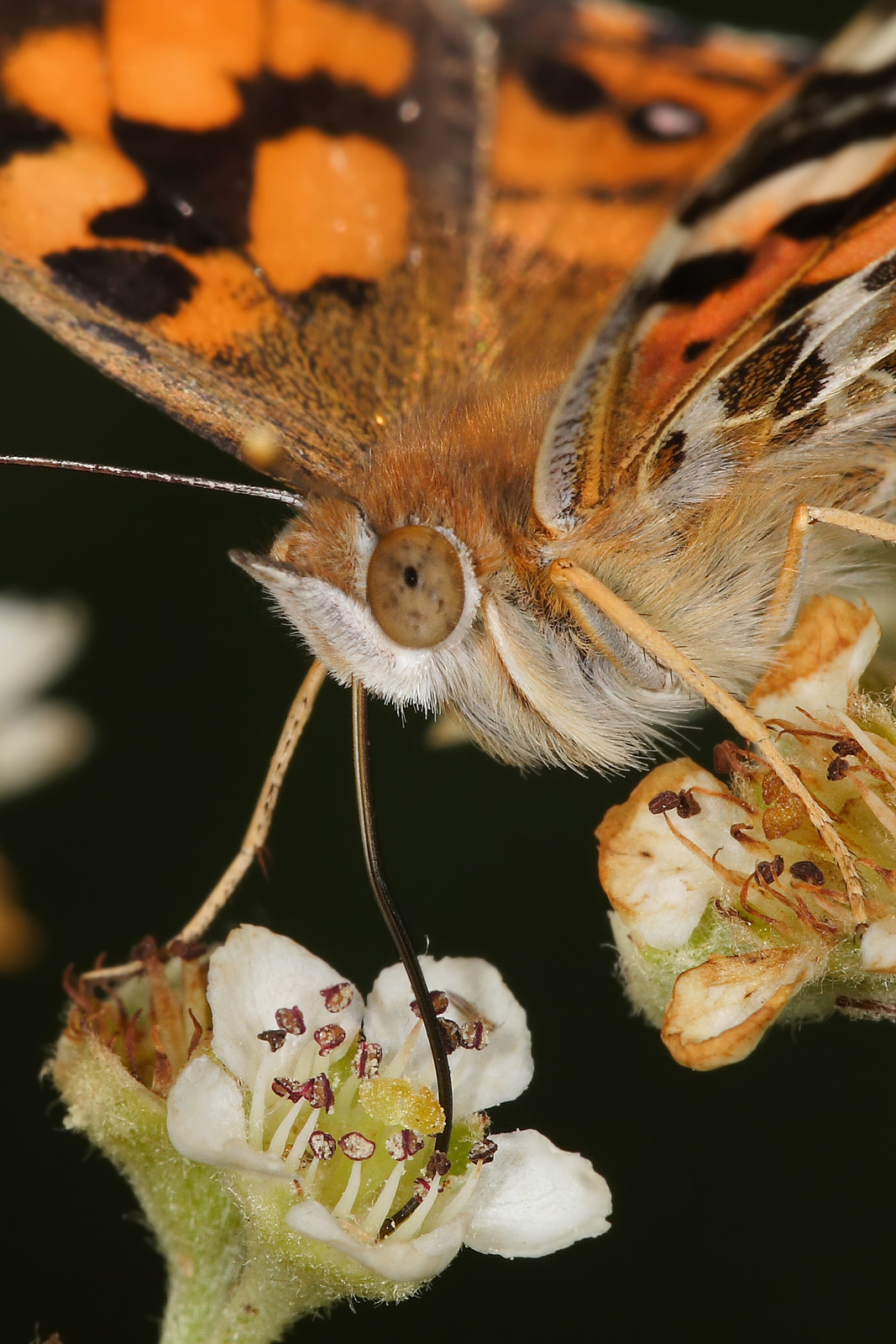
Quand la fleur perçoit le stimulus de la vibration d'un insecte, elle peut dans la minute augmenter sa production de nectar ; ici une vanesse (Vanessa kershawi) déroule sa trompe pour pomper le nectar.

Le nectar est un suc sécrété généralement par les nectaires des plantes. Il peut être considéré comme de la sève élaborée, modifiée pendant la phase d’excrétion, et constitue la matière première du miel. Les plantes produisant du nectar en abondance sont dites nectarifères et les plantes présentant un intérêt apicole, pour la production de miel par exemple, sont dites mellifères.

## Origines évolutives
Le nectar (ou un liquide aux fonctions semblables) serait apparu indépendamment chez les Cycadales et les Gnetales, deux ordres de gymnospermes, ainsi que chez les angiospermes.
Chez les angiospermes, les premiers pollinisateurs, sans doute des coléoptères, étaient attirés par le pollen directement, et c’est en s’en nourrissant qu’ils en transportaient une certaine quantité jusqu’à d’autres fleurs. Comme les plantes ont intérêt à économiser le pollen qu’elles produisent, elles auraient évolué de façon à produire un attracteur meilleur marché, le nectar. Cette théorie, avancée par Armen Takhtajan (1980), a été remise en cause par Edward Southwick (1984) qui estime que des fleurs peuvent investir jusqu'à un tiers de leur photosynthèse nette pour la production de nectar (l'investissement étant de 5 à 20 % pour la production du pollen), et par Peter Endress (1994) qui soutient que chez les premiers angiospermes, ce sont des sécrétions florales — comme la goutte de pollinisation sur la micropyle de l’ovule — qui auraient servi de nectar, et non le pollen.

## Fonction
Cette substance possède, par son goût ou son odeur, un pouvoir d'attraction sur les insectes (abeille, papillon), certains oiseaux (oiseaux-mouches, Nectariniidae ou sucriers) ou certains mammifères (petits marsupiaux, chauve-souris) qui y trouvent une source de nourriture. En venant s'alimenter sur la plante, ils permettent sa fécondation et favorisent la pollinisation
mutualiste par récompense.
Le nectar peut également contenir des métabolites secondaires (tels que phénols, alcaloïdes) aux propriétés répulsives ou toxiques pour des visiteurs particuliers. Ce faisant, la plante encourage la visite de pollinisateur spécifique, ce qui augmente la probabilité que son pollen se retrouve sur un individu de son espèce.
Les plantes ayant du mal à se reproduire le doivent souvent à une mauvaise qualité de pollen ou de nectar (comme l'avocatier par exemple) ou à une localisation de ces éléments difficile à atteindre (vanille).
Le nectar peut également être produit dans des nectaires extra-floraux qui attirent des insectes utiles dans la défense des plantes contre les herbivores.

## Production

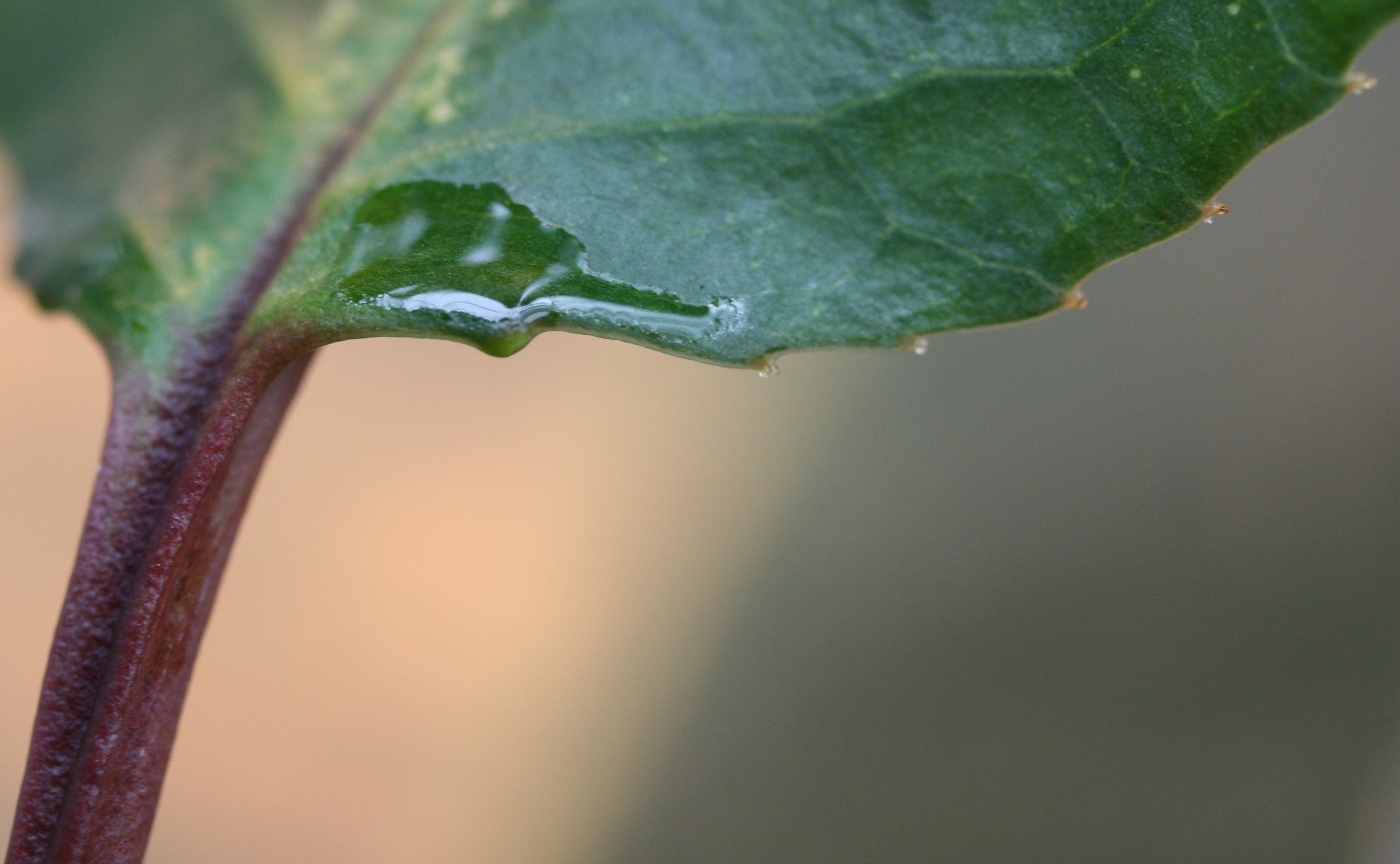
Nectar sécrété par le nectaire extra-floral de la feuille du prunier d'Afrique.

La production de nectar se fait essentiellement au niveau des nectaires floraux, soit directement par les cellules épithéliales ou les trichomes, soit indirectement via les stomates par le parenchyme foliaire. Ces glandes, alimentées par la sève élaborée de la plante, transforment cette sève, en un produit plus riche en sucres.
Les nectaires floraux (dits aussi intrafloraux) sont responsables de la production du nectar destiné à attirer les pollinisateurs. Comme leur nom l’indique, on les retrouve exclusivement sur les organes floraux, tels les ovules, les étamines, le calice, la corolle ou le réceptacle. Les nectaires floraux peuvent produire des quantités de nectar allant de moins d’1 µl à quelques ml, et ce sur une durée de quelques heures allant à quelques jours. La composition du nectar produit varie en fonction des consommateurs.
Les nectaires extrafloraux sont situés principalement sur les feuilles, et à l'occasion sur les tiges, les stipules, les inflorescences et les fruits. Le nectar qu’ils produisent attire des animaux qui, en retour, défendent la plante contre les herbivores. Les principaux consommateurs sont des fourmis. Ces nectaires ont la même durée de vie que le tissu dont ils font partie et ont généralement une production quotidienne de quelques ml.
La sécrétion du nectar nécessite un certain degré de chaleur ; le simple passage d'un nuage devant le soleil pendant 1/2 heure ralentit l'activité de récolte du nectar par les insectes.

## Composition

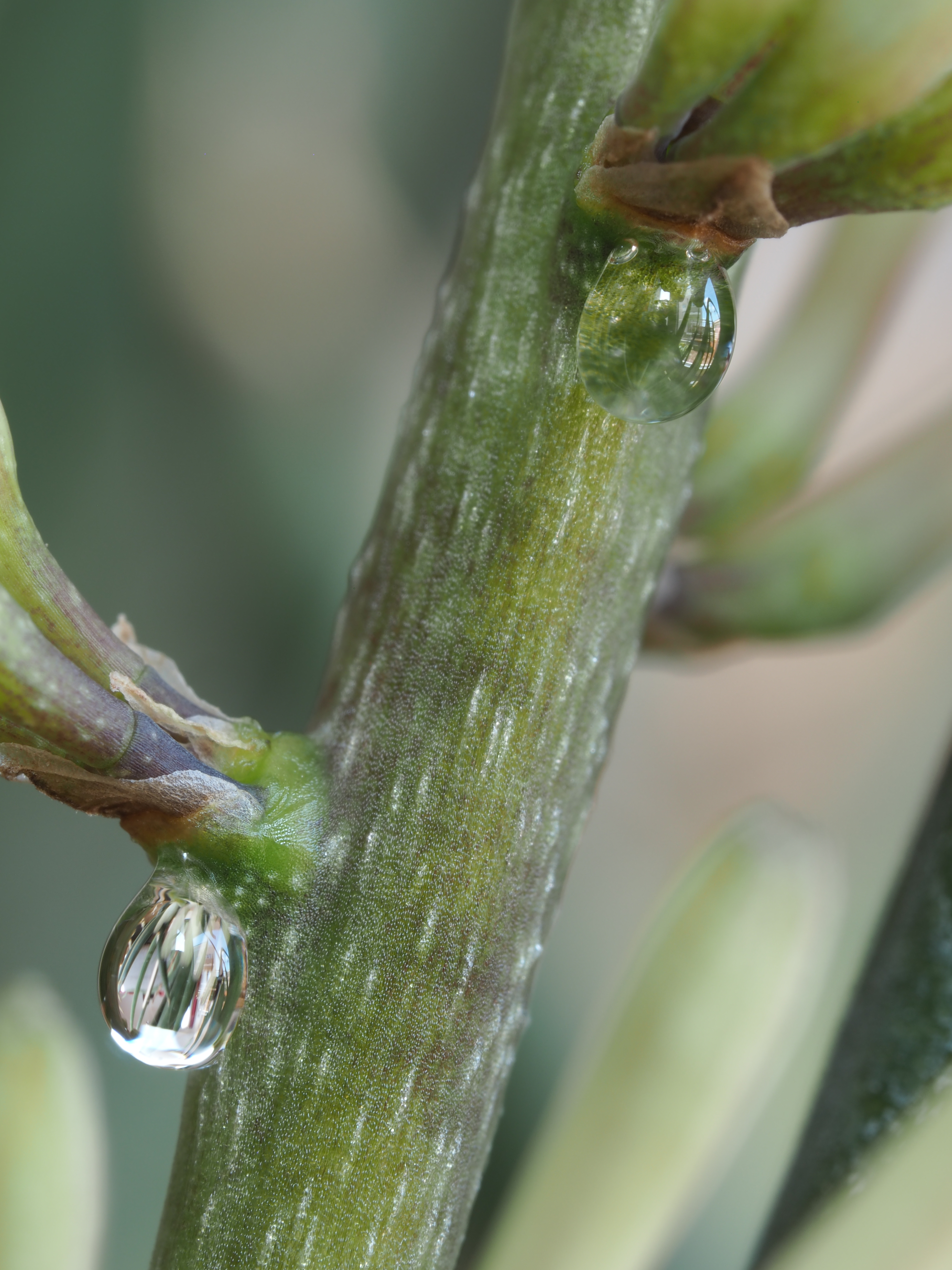
Nectar de Sansevieria cylindrica

La composition du nectar varie d'une fleur à l'autre sur la même plante, d'une plante à l'autre dans la même espèce, et d'une espèce à l'autre. Elle varie aussi selon le terrain où croissent les plantes, le climat, l'altitude et la latitude de la contrée, les circonstances météorologiques, les différentes heures de la journée ou le mode de pollinisation. Certains hyménoptères préfèrent les fortes concentrations en glucides. Les colibris ou les lépidoptères privilégient les nectars moins visqueux, mieux adaptés à leur manière de le collecter.
Certaines plantes peuvent adapter la composition du nectar, en particulier leur teneur en oligoéléments,,.
Parce que la valeur énergétique du nectar est importante pour les animaux qui visitent les fleurs, la quantité de nectar est souvent exprimée par la teneur en sucre (mg sucre par fleur).
Ses principaux constituants sont :

### Eau
Le contenu en eau du nectar est très variable en fonction du climat dans lequel se retrouve la plante, et même du microclimat créé dans la fleur. Cette eau peut provenir du phloème et du xylème, ou encore seulement du phloème. L’eau contenue dans le nectar peut, au même titre que le sucre, être un attracteur pour les pollinisateurs en milieu sec.

### Sucres
La composition des sucres du nectar est très stable au sein d'une même espèce mais variable selon les espèces. Le nectar est composé essentiellement d'eau, de 7 à 70 % (% massique) de fructose, de glucose et de saccharose en proportions diverses, plus rarement d'oligosaccharides (maltose, raffinose, melobiose, stachyose). Ces sucres proviennent de la sève du phloème, du parenchyme photosynthétique des nectaires, de l’amidon stocké dans le parenchyme ou encore de la dégradation de certaines parties des nectaires.

### Acides aminés et protéines
En plus d’acides aminés libres, on retrouve des enzymes (oxydases, tyrosinases,), provenant entre autres de la sève du tolhene et du parenchyme des nectaires. Ces enzymes aident à maintenir l’homéostasie du nectar.

### Autres
Il peut contenir en plus petite quantité des lipides, mucilages, acides organiques, phosphates, vitamines, ions minéraux, ainsi que des antioxydants qui maintiennent l'homéostasie de la composition du nectar. De plus, le nectar contient des composés odorants visant à attirer les pollinisateurs. Sa composition varie selon le type et la position des nectaires.
Certaines espèces d'orchidées synthétisent de l'éthanol responsable d'un effet d'ivresse sur leurs visiteurs, ainsi que des dérivés morphiniques (dont l'oxycodone, analgésique stupéfiant) et des dérivés indoliques, responsables d'un effet narcotique.
Les animaux se nourrissant de nectar (nectarivores) peuvent être intoxiqués lorsque les végétaux ont été traités avec certains insecticides.

## Le nectar chez les abeilles
Lorsqu'une abeille butineuse (Apis mellifera L.) rentre d'un vol de butinage (en) fructueux, elle décharge le contenu de son jabot social auprès de receveuses situées dans la ruche. Cette goutte de nectar, transmise par trophallaxie, est prise en charge par les ouvrières qui successivement l'ingurgitent et la régurgitent en l'étalant sous la langue, ce qui provoque l'évaporation d'une partie de l'eau en une vingtaine de minutes. Lorsque le pourcentage d'eau dans ce nectar tombe à 40-50 %, la goutte est dégorgée dans un alvéole de la ruche. Les abeilles ventileuses prennent le relais et augmentent l'évaporation en battant très vite des ailes, jusqu'à ce que la teneur en eau passe sous la barre de 18 à 20 %, caractéristique du miel mûr. Les ouvrières déposent alors un opercule de cire imperméable sur l'alvéole, empêchant toute absorption d'eau par le miel, ce qui entraînerait sa fermentation.
Une expérience récente (2022) conduite dans une prairie fleurie a montré que les abeilles et les papillons préfèrent un nectar enrichi en sel ; l'enrichissement du nectar en nutriments essentiels pourrait être l'un des moyens développé par les plantes pour attirer les pollinisateurs. Le taux de sodium varie dans le nectar selon l'espèce et aussi au sein des fleurs d'une même espèce. Chez les fleurs de 5 espèces dont le nectar floral avait été enrichi en sodium, la quantité de visites de pollinisateurs a augmenté (quelle que soit l'espèce de plante) de même que le nombre d'espèces de pollinisateur (deux fois plus important que pour les fleurs témoins). Le sodium et peut être d'autres micronutriments du nectar floral pourrait avoir contribué à forger le mutualisme plantes-pollinisateurs,.